# Hengist et Horsa

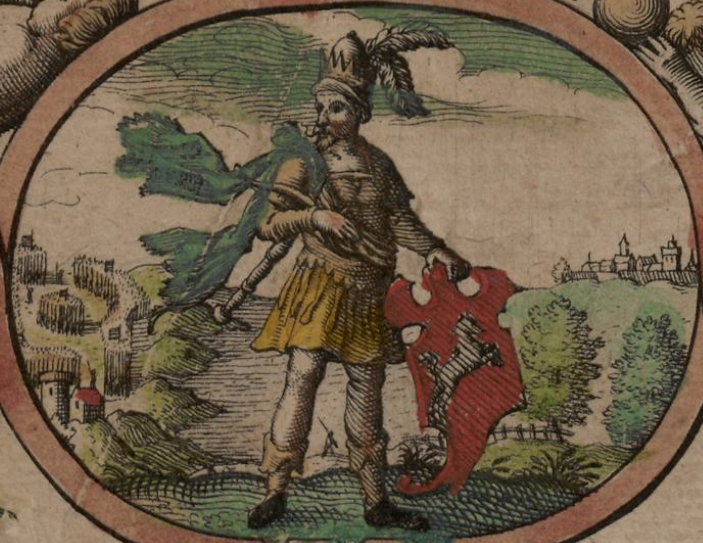
Représentation imaginaire d'Hengist
.

Hengist (ou Hengest en vieil anglais) et Horsa sont deux frères originaires du Jutland (Danemark) qui, selon la tradition, auraient mené leur peuple durant l'invasion de la (Grande-)Bretagne et fondé le premier royaume anglo-saxon sur l'île : le royaume de Kent, dans le sud-est de l'Angleterre. Ces deux rois sont considérés comme semi-légendaires. En vieil anglais, hengest signifie « étalon », tandis que hors (auj. horse), au sens de « cheval », en est un synonyme. 
La mythème des deux chefs frères des Grandes Invasions est typiquement germanique et continue celle des Jumeaux divins indo-européens (Alcis, Dioscures, Ashvins).

## Hengist

### Les premières sources
Plusieurs sources anciennes mentionnent un certain « Hengist ». La première source précise est Bède le Vénérable, qui, dans l’Historia ecclesiastica gentis Anglorum (rédigée vers 730), affirme qu'Hengist se rendit en Bretagne comme mercenaire, pour combattre les Pictes à la demande de Vortigern,. La chronologie du récit de Bède situerait ces évènements entre 449 et 455, ce qui n'a rien de certain. Comme de nombreuses garnisons proches du Mur d'Hadrien étaient composées de Frisons (à Cuneus Frisiorum Vinoviensium (IIIe siècle), à Cuneus Frisiorum Vercoviciensium (début du IIIe siècle), à Cohors I Frisiavonum (Frixagorum) (IIIe et IVe siècles)), on a pu croire qu'Hengist était un guerrier d'origine frisonne. Toutefois, Bède précise qu'Hengist était un Jute, et que les Jutes s'étaient établis dans le Kent et l'île de Wight, les Saxons et les Angles s'étant respectivement installés dans le sud et l'est de l'Angleterre. La Chronique anglo-saxonne donne une version similaire, visiblement inspirée de Bède, cette partie de la chronique ayant probablement été rédigée à la fin du IXe siècle. L'Historia Brittonum (écrite vers 830) donne une généalogie complète d'Hengist, présenté comme un descendant de Finn, roi légendaire des Frisons.

### Les sources poétiques
Il existe également un personnage nommé Hengist qui apparaît dans deux poèmes anglo-saxons : Le Combat de Finnesburg et Beowulf.  Il est l'un des protagonistes d'un récit attesté dans ces deux poèmes en vieil-anglais. Dans ces textes, Hengist est présenté comme un guerrier danois qui prend le commandement des armées danoises à la mort du prince Hnæf (en) et tue le chef frison Finn pour venger la mort de son seigneur. 
Les événements racontés dans ces récits ont une base historique et, selon les historiens, se seraient déroulés vers 450. Ils seraient donc contemporains des premières invasions de l'Angleterre par les Anglo-Saxons. Le lien entre le personnage des chroniques et celui des poèmes n'est pas établi. Cependant, certains ont avancé l'hypothèse que les deux Hengist étaient une seule et même personne. Le fait qu'Hengist soit présenté comme un Jute par Bède et un Danois dans les poèmes semble infirmer cette théorie, même si la contradiction n'est pas un obstacle absolu, les distinctions entre groupes voisins (les Jutes et les Danois vivaient tous deux au Danemark) étant parfois floues chez les auteurs anciens.

### Autres sources
Les sources plus tardives telles que la Chronique anglo-saxonne, l’Historia Brittonum, l’Historia regum Britanniae de Geoffroy de Monmouth et le Roman de Brut de Wace fournissent des détails supplémentaires, empruntés à la tradition et à la légende, sur la carrière d'Hengist. L'épisode le plus célèbre est celui où sa fille, la belle Ronwen, séduit Vortigern. La Chronique anglo-saxonne mentionne sa mort en 488, mais n'en donne pas la cause. Geoffroy de Monmouth raconte qu'Hengist fut capturé lors d'une bataille par Eldol, duc de Gloucester, et ensuite décapité sur l'ordre d'Eldadus, évêque de Gloucester et frère d'Eldol.

## Horsa
Horsa, selon la tradition, était le frère d'Hengist. Son nom d’Horsa (Horsan au génitif) ressemble à la forme hypocoristique d'un nom composé dont la première racine serait Hors-.
La Chronique anglo-saxonne donne ces informations pour l'année 455 : « Her Hengest ⁊ Horsa fuhton wiþ Wyrtgeorne þam cyninge, in þære stowe þe is gecueden Agælesþrep, ⁊ his broþur Horsan man ofslog; ⁊ æfter þam Hengest feng to rice ⁊ Æsc his sunu. » (« Au cours de cette année, Hengist et Horsa combattent le roi Vortigern en un lieu nommé Aylesford, et son frère Horsa est tué, après cela, Hengist et son fils Æsc s'emparent du royaume. »).
Il est dit qu'un monument a été érigé à sa mémoire (la tradition assimile ce monument à White Horse Stone près de Maidstone), mais les frères jumeaux sont monnaie courante dans le folklore, et parce que Bède, notre source la plus ancienne sur le personnage de Horsa, signale l'existence d'un mégalithe qui portait ce nom, des universitaires modernes ont pensé que le nom venait peut-être d'une inscription romaine, dont seule une partie du mot latin cohors (au génitif cohortis) serait restée lisible. Cette pierre pourrait être la pierre tombale supposée d'Horsa.

## Interprétations

### Interprétations historiques
Il n'y a aucune raison de conclure qu'Hengist était Danois sous prétexte qu'il faisait partie de l'armée d'Hnaef. On trouve aussi parmi les compagnons d'Hnaef un prince de Secgan, et Hengist donne l'impression d'avoir été une personnalité importante en soi. Il est présenté comme un exilé et il est très possible qu'il s'agisse d'un mercenaire jute au service d'Hnaef. Alan Bliss pense même qu'il pourrait s'agir d'un Angle. Cependant, le personnage mis en scène dans Beowulf et le Finnesburg n'est pas nécessairement le même que le mercenaire présenté par Bède, bien qu'une telle hypothèse existe.
Peter Hunter Blair, spécialiste de cette période de l'histoire anglo-saxonne, se demande si Hengist et sa légende ne reflètent pas la progression d'un chef danois parti du Danemark pour aller vers la Frise, puis le sud de l'Angleterre, dans la première moitié du Ve siècle.
D'autres historiens pensent qu'Hengist est une figure purement mythique, même si les découvertes archéologiques prouvent que les premiers établissements germaniques du Kent datent de l'époque où Hengist est censé arriver sur l'île de Bretagne. La distinction que Bède établit entre les Jutes, les Angles et les Saxons est également confirmée par les faits, les artefacts recueillis dans le Kent étant nettement différents de ceux trouvés dans les autres régions, ce qui implique que les établissements du Kent possèdent une autre origine ethnique.
À la suite de ses victoires contre les Pictes, Hengist aurait incité d'autres immigrants germaniques à s'installer en (Grande-)Bretagne, puis se serait révolté contre Vortigern parce que les Bretons refusaient de lui verser une somme convenue, avant de s'auto-proclamer roi de Kent. Hengist et Horsa sont tous les deux présentés comme des Jutes, fils d'un chef jute nommé Wihtgils.

### Interprétations comparatistes
La réalité historique d'Hengist et d'Horsa est très controversée et, dès les débuts de la recherche comparative indo-européenne, Hengist et Horsa ont été reconnus comme les représentants germaniques des jumeaux divins indo-européens, les homologues des Ashvins védiques dont le nom signifie « possesseurs de chevaux ».
Ainsi de nombreux historiens parlent de héros fondateurs comparables à Romulus et Rémus. Il est plus probable que :
- Hengist, signifiant étalon dans la langue anglo-saxonne (étalon se traduit encore Hengst en allemand et en néerlandais et Hingst dans les langues scandinaves), était un nom honorifique ou le surnom d'un officier (voir l'expression familière un bel étalon pour décrire un homme fort et viril. L'équivalent allemand d'« étalon » pour décrire un homme viril est actuellement Hengst) ;
- le personnage de Horsa se serait greffé plus tardivement sur la légende de Hengist.

Selon Jean Haudry, le récit traditionnel de la conquête anglo-saxonne repose sur un mythe de fondation d'une nouvelle communauté par un groupe conduit par deux frères représentants les Jumeaux divins, tout comme Romulus et Rémus à Rome.

## Postérité

### Dans la littérature et les arts
Hengist est le héros d'une pièce de Thomas Middleton, Hengist, roi de Kent, ou le maire de Quinborough (en), créée en 1620. Avec son frère, il apparaît également dans la pièce Vortigern and Rowena, créée en 1796 et présentée comme une œuvre perdue de William Shakespeare, mais en réalité écrite par le faussaire William Henry Ireland.
Les œuvres modernes inspirées de la légende arthurienne font fréquemment intervenir Hengist et Horsa. C'est le cas dans le roman Les Porteurs de lanterne de Rosemary Sutcliff (1959), dans les séries littéraires du Cycle de Merlin de Mary Stewart (1970-1995) et du Cycle d'Avalon de Marion Zimmer Bradley et Diana L. Paxson (1983-2009), ou encore dans le film Kaamelott : Premier Volet d'Alexandre Astier (2021).

### Pignons à tête de cheval
Dans les fermes de Basse-Saxe et du Schleswig-Holstein, les pignons à tête de cheval étaient appelés « Hengst und Hors » jusqu'en 1875 environ. Rudolf Simek note que ces pignons à tête de cheval sont encore visibles aujourd'hui, et dit que les pignons à tête de cheval confirment que Hengist et Horsa étaient à l'origine considérés comme des êtres mythologiques ayant des formes chevalines. Martin Litchfield West fait remarquer que les têtes de chevaux peuvent être des vestiges de pratiques religieuses païennes dans la région.

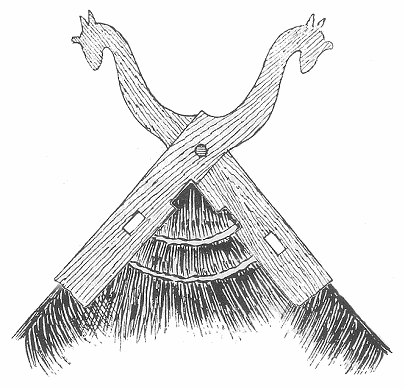
Esquisse d'un pignon de ferme.
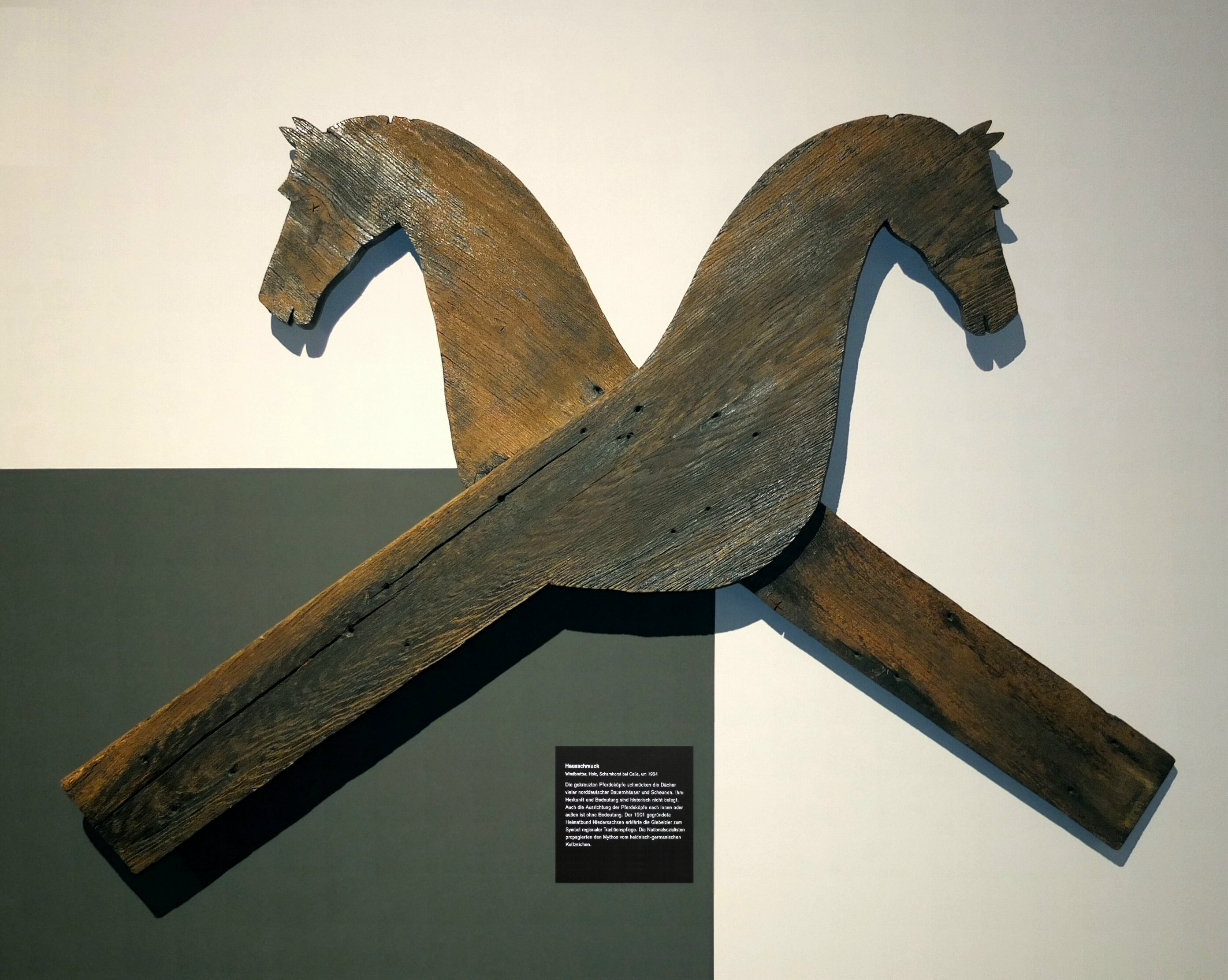
Pignon à têtes de cheval croisées, Hanovre.
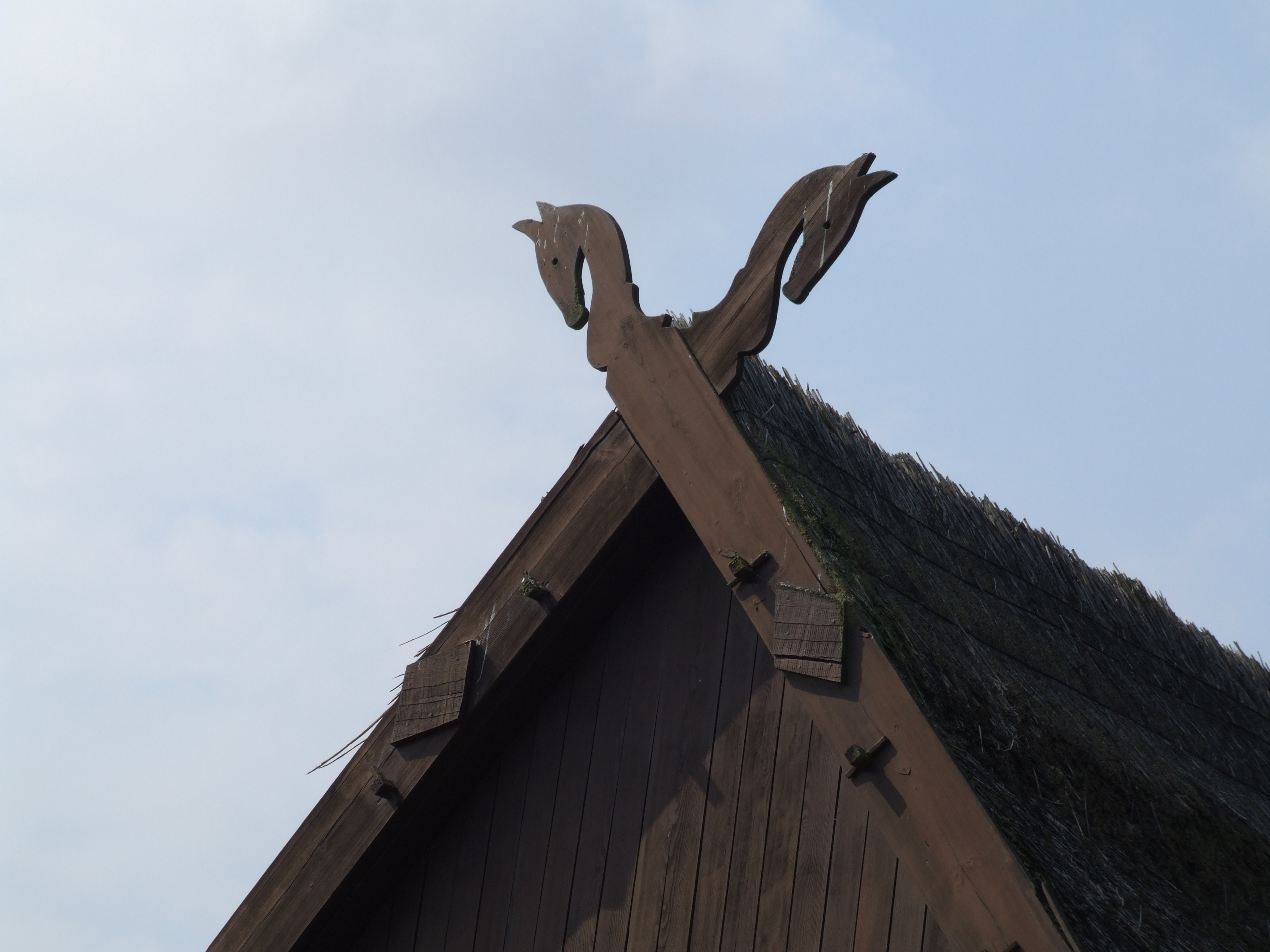
Un pignon dans le Mecklembourg-Poméranie occidentale.
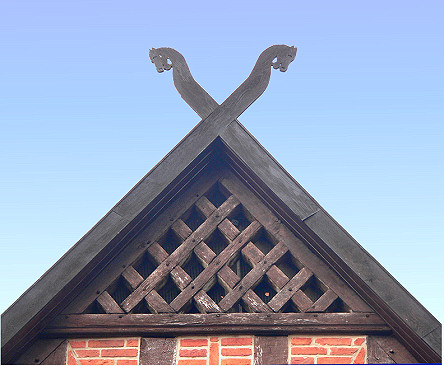
Pignon à Hanovre.

### Autres références et hommages
Le drapeau du Kent, qui représente un cheval blanc sur fond rouge, est traditionnellement présenté comme celui de Horsa. En réalité, l'héraldique ne fait son apparition que plusieurs centaines d'années après l'époque où auraient vécu les deux frères, et l'existence du drapeau du Kent n'est attestée qu'à partir du XVIIe siècle.
Pendant la Seconde Guerre mondiale, la Royal Air Force baptise deux modèles de planeur militaire en référence à Hengist et Horsa : le Slingsby T.18 Hengist et le Airspeed AS.51 Horsa.

### Sources primaires
- Bède le Vénérable, Historia ecclesiastica gentis Anglorum, 730.
- Chronique anglo-saxonne.
- Historia Brittonum, attribuée à l'historien breton Nennius (IXe siècle).
- Geoffroy de Monmouth, Historia regum Britanniae, août 1135.
- Wace, Roman de Brut, mai 1150.

### Sources secondaires
- (en) Cet article est partiellement ou en totalité issu de l’article de Wikipédia en anglais intitulé « Hengest » (voir la liste des auteurs).
  - (en) Richard Fletcher, Who's Who in Roman Britain and Anglo-Saxon England, London, Shepheard-Walwyn, 1989, 245 p. (ISBN 0-85683-089-5), p. 16-17.
  - (en) John Campbell, Eric John & Patrick Wormald, The Anglo-Saxons, London/New York/Victoria etc, Penguin Books, 1991, 272 p. (ISBN 0-14-014395-5), p. 111.
  - Peter Hunter Blair, An Introduction to Anglo-Saxon England, Cambridge University Press, 1960.